# Liste von Burgen, Schlössern und Festungen im Elsass

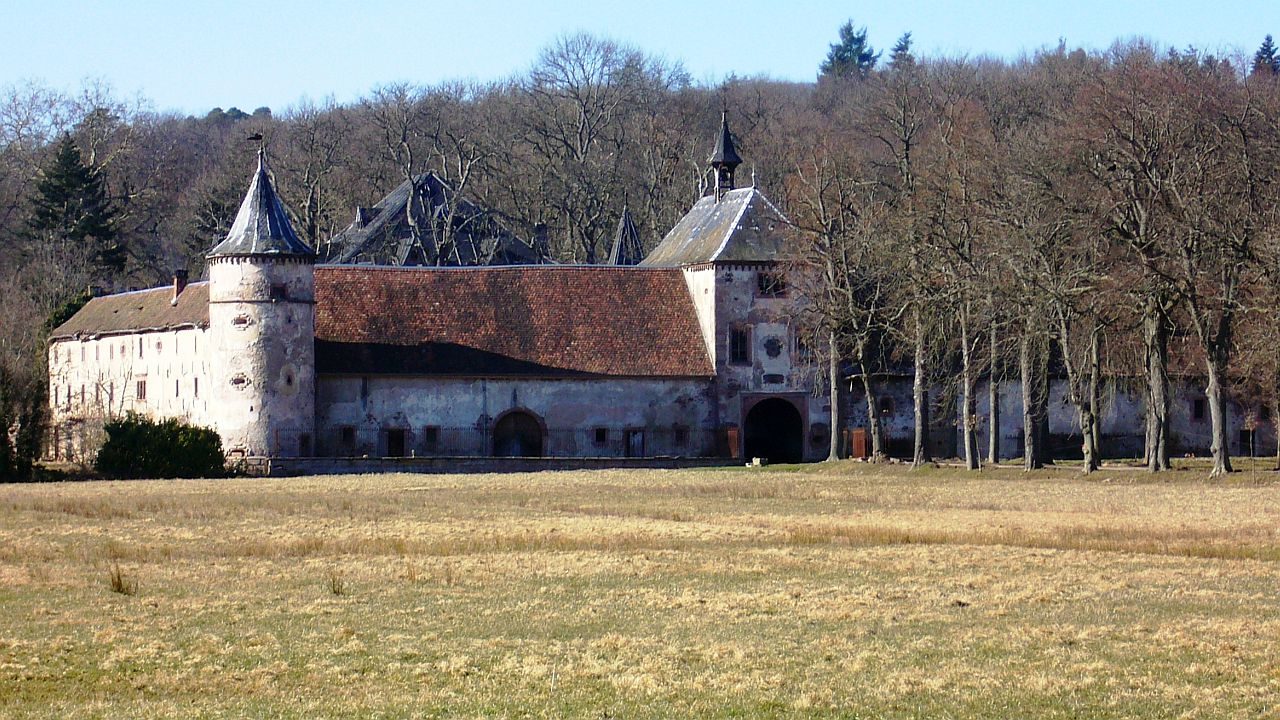
Wasserschloss in der Ebene: Schloss Thanvillé in Thanvillé

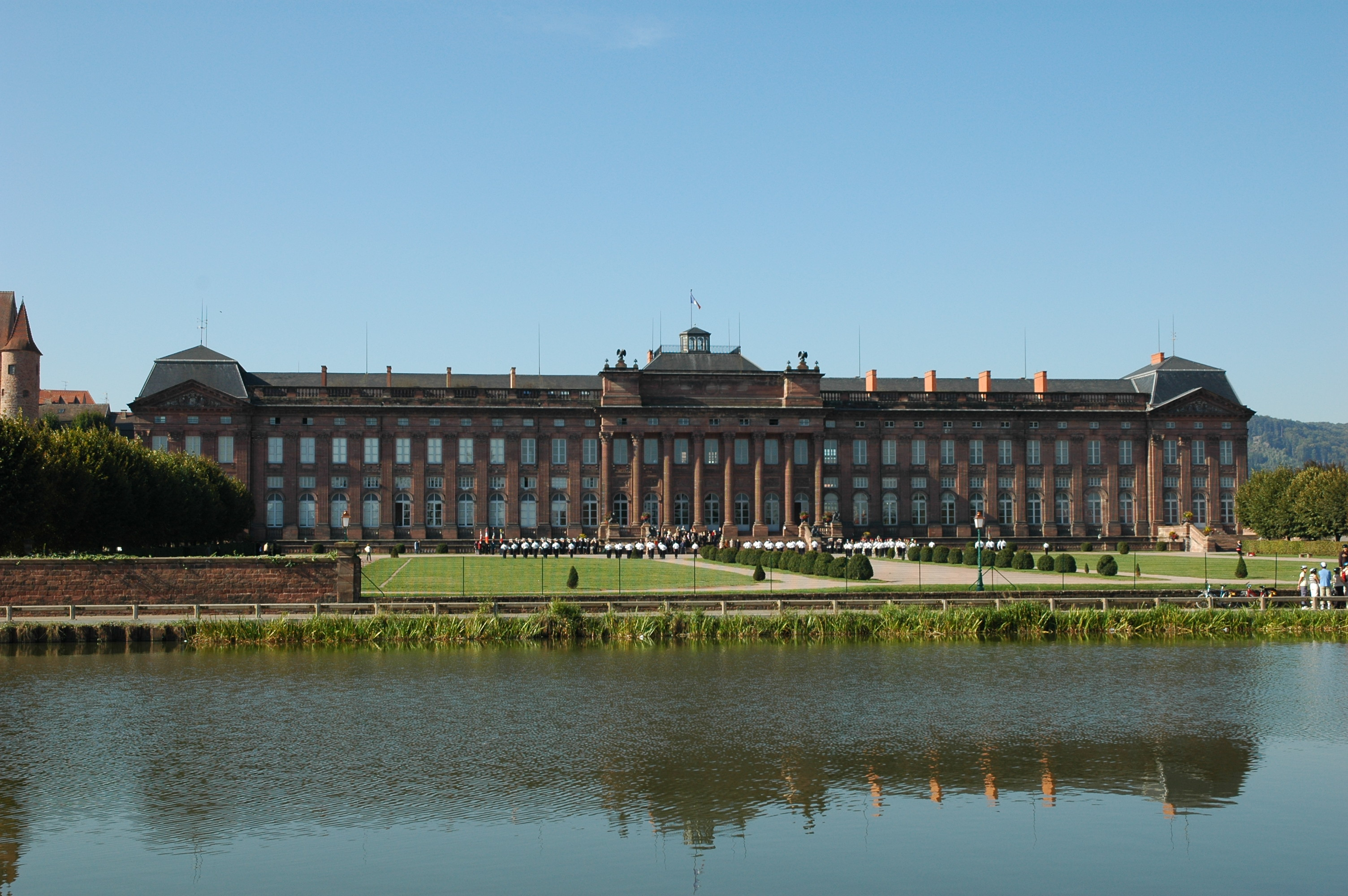
Barockschloss: Rohan-Schloss in Saverne

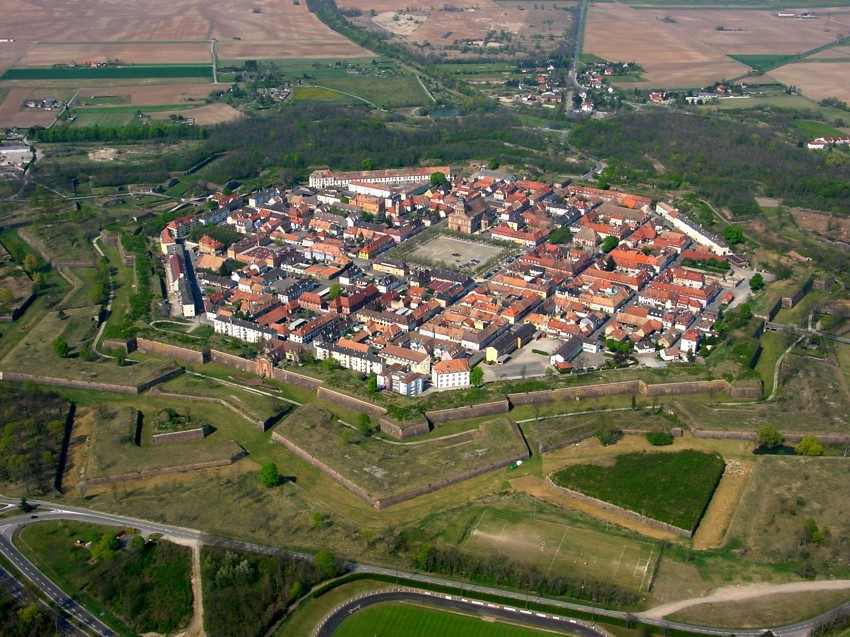
Festung: Neuf-Brisach

Diese Liste führt Burgen, Schlösser und Festungen in der französischen Region Elsass (Alsace) auf. Das Elsass verteilt sich insbesondere auf die Départements Bas-Rhin und Haut-Rhin in der Region Grand Est.

## Überblick
Das Elsass ist eine der burgenreichsten Regionen Mitteleuropas. Charles-Laurent Salch (siehe Literatur) zählt einschließlich der abgegangenen Burgen 455 Anlagen. In den Vogesen dominiert die Höhenburg, meist als stauferzeitliche Anlage, denn das Elsass war staufisches Reichsland und besaß Königspfalzen in Haguenau und Eguisheim. Praktisch alle Burgen wurden in den Kriegen des 17. Jahrhunderts zerstört und sind Ruinen. Die einzige unzerstörte Höhenburg ist Burg Lützelstein. Die größte Burgendichte findet sich an den Osthängen der Vogesen zwischen Saverne und Thann sowie in den Nordvogesen – geographisch eigentlich die südliche Fortsetzung des Pfälzerwaldes – zwischen Wissembourg und dem lothringischen Bitche. Im Inneren der Vogesen nimmt die Burgendichte deutlich ab.
Weniger spektakulär sind die Burgen und Schlösser in der oberrheinischen Tiefebene und in den Vogesentälern. Neben zahlreichen Motten, von denen meist nur der Burghügel erhalten ist, gibt es einige spätmittelalterliche Wasserburgen, die ihrerseits oft ältere Motten ersetzten. Stauferzeitliche Niederungsburgen gibt es nur ganz wenige, zu nennen sind die Pfalz von Haguenau und Burg Eguisheim, der „Burgstall“ in Guebwiller und die Burg Wangen bei Wasselonne. Die drei letztgenannten haben alle die seltene Grundrissform eines Oktogons. In der Regel wurden die Wasserburgen des Tieflandes zerstört oder durch neuzeitliche Schlösser ersetzt. Am ehesten haben Schloss Breuschwickersheim und Schloss Osthausen ihren mittelalterlichen Charakter bewahrt.
Im Krummen Elsass (Département Bas-Rhin) jenseits der Vogesen findet sich eine geringe Zahl von Schlössern und ehemaligen Wasserburgen von ähnlicher Gestalt wie in Lothringen.

## Liste
- Liste von Burgen, Schlössern und Festungen im Département Bas-Rhin
- Liste von Burgen, Schlössern und Festungen im Département Haut-Rhin